# Alois Daut
Alois Daut (17. října 1854 – 26. června 1917 Žatec) byl architekt a stavitel, který působil v severozápadních Čechách.
Dautův otec Franz († 1889) byl stavitelem v Chomutově. Datum Aloisova narození lze zjistit jen z jeho náhrobku na chomutovském hřbitově. V Chomutově ani v Žatci se nenarodil – matriky narozených jeho jméno neuvádějí. O jeho vzdělání a osobním životě není dosud nic známo. Zápis v matrice zemřelých v Žatci uvádí, že zemřel jako svobodný v domě čp. 830 v dnešní Pražské ulici. Budova nese název Villa Flora a je podle ní pojmenovaná sídelní oblast v okolí Dukelské ulice až ke stejnojmennému sportovnímu stadiónu.

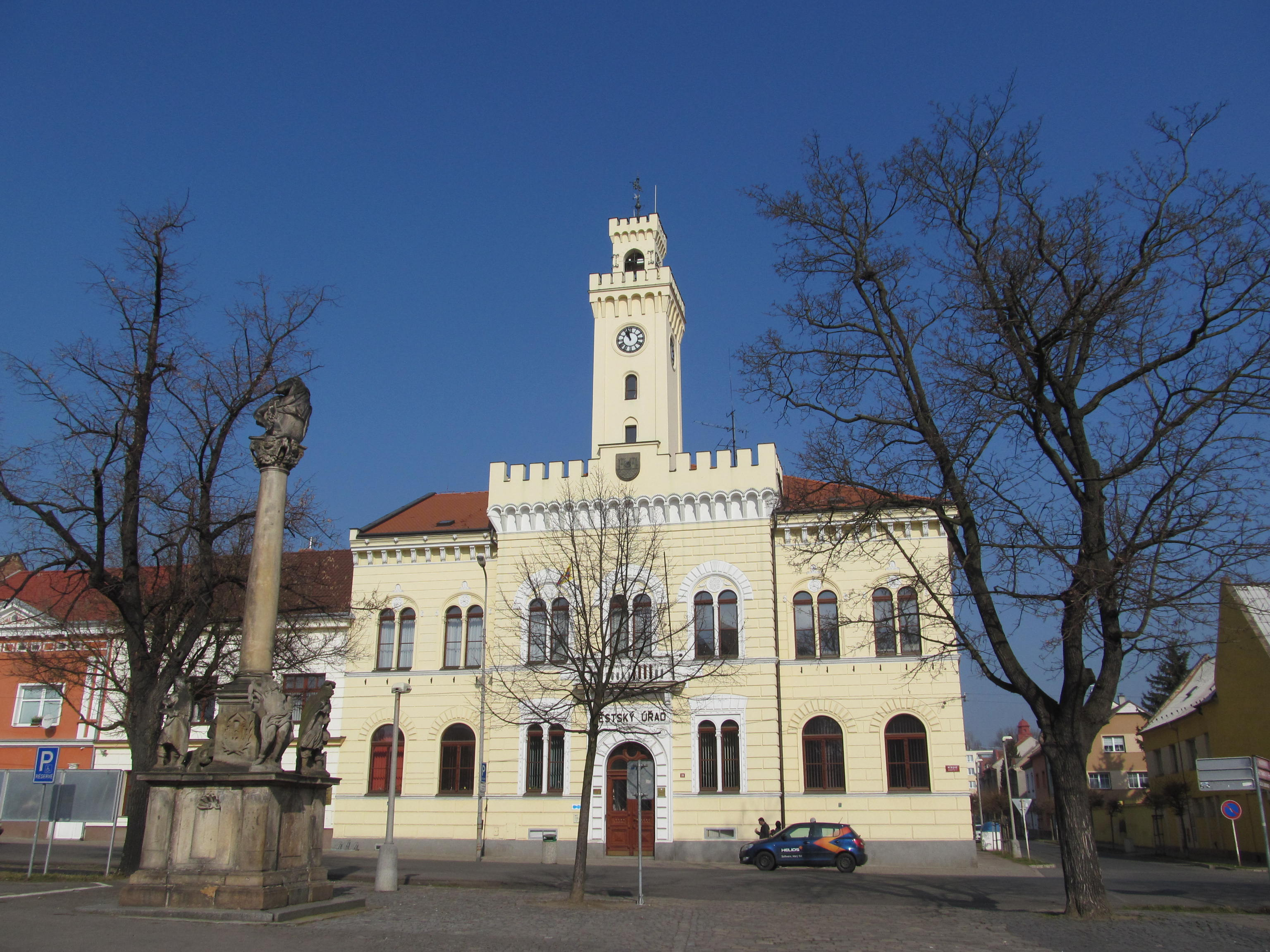
Radnice v Postoloprtech

Podílel se jako architekt nebo stavitel na několika stavbách v Postoloprtech, Žatci a Chomutově. V projektech vycházel z tehdy převládajících historizujících slohů, především z novorenesance. Reprezentativní stavbou z jeho odkazu je budova radnice na náměstí v Postoloprtech. Byla postavena v roce 1903 a kopíruje italské renesanční signorie s dominantní věží s hodinami. Má předsazenou atiku s cimbuřím, okna v přízemí a prvním patře jsou opatřena bosážemi, fasáda je zdobená rustikou. Původně budova, postavená z popudu tehdejšího starosty Karla Krause, sloužila také jako spořitelna.
Další stavbou, postavenou v Postoloprtech podle Dautova projektu, je hřbitovní kaple, opět v novorenesančním slohu, z roku 1889.

V Žatci takové výrazné dílo jako v Postoloprtech nevytvořil. Podílel se spolu s dalšími architekty na projektech nových budov, v jiných případech působil jako stavitel. V roce 1878 pověřilo město Žatec Franze Dauta realizací stavby nové školy v Komenského aleji, kterou projektoval rodák z Veletic Carl Schlimp. Ve spolupráci s otcem zde zřejmě mladý Alois získával základy řemesla. 

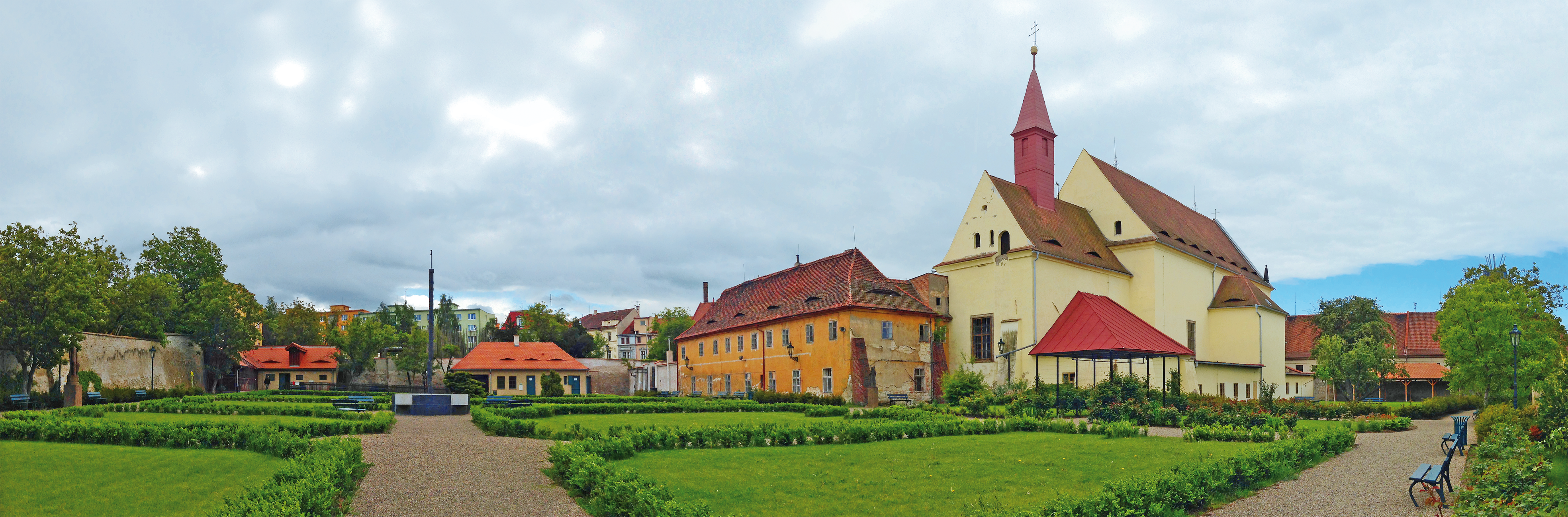
Kapucínský klášter v Žatci v roce 2014

 První Dautovou samostatnou prací v Žatci byla rekonstrukce kapucínského kláštera. Začalo se v roce 1888 přestavbou severovýchodního křídla konventu. V té době Daut nově zaklenul sakristii a rozšířil kůr. V roce 1890 byl stržen původní ambit a na jeho místě postaven nový.
Na některých akcích spolupracoval Daut s dalšími žateckými architekty. Spolu s Johannem Salomonem a Josefem Petrovským vyprojektoval v roce 1899 Dreherův pivovar v dnešní Chomutovské ulici. Jeho administrativní budova je pojata jako reprezentativní vila. Pivovar byl v první polovině 20. století největším vývozním pivovarem v Čechách. Spolu se Salomonem navrhl Daut přestavbu a rozšíření dalšího žateckého pivovaru, měšťanského, uzavírajícího na severozápadě Žižkovo náměstí. Z roku 1894 pochází Dautův projekt vodárny v dnešní ulici Bílé vrchy. Jako stavitel vedl od roku 1895 výstavbu nové žatecké nemocnice, projektovanou společně se Salomonem. Dautovým dílem bylo infekční oddělení, ve 20. století využívané jako oddělení chiururgie. Je možné, že Daut projektoval i některé další budovy v nemocničním areálu, např. budovu ředitelství.
Žatec patřil v době Dautovy činnosti k nejvýznamnějším producentům a exportérům chmele. Pro tamní obchodníky vyprojektoval Daut několik sušáren, např. při domě čp. 751 v Masarykově ulici, který rovněž projektoval, nebo čp. 1945 v Komenského aleji.
Dautovým dílem je rovněž budova základní školy v Chomutově v ulici Na příkopech čp. 895 v novorenesančním slohu.

## Galerie

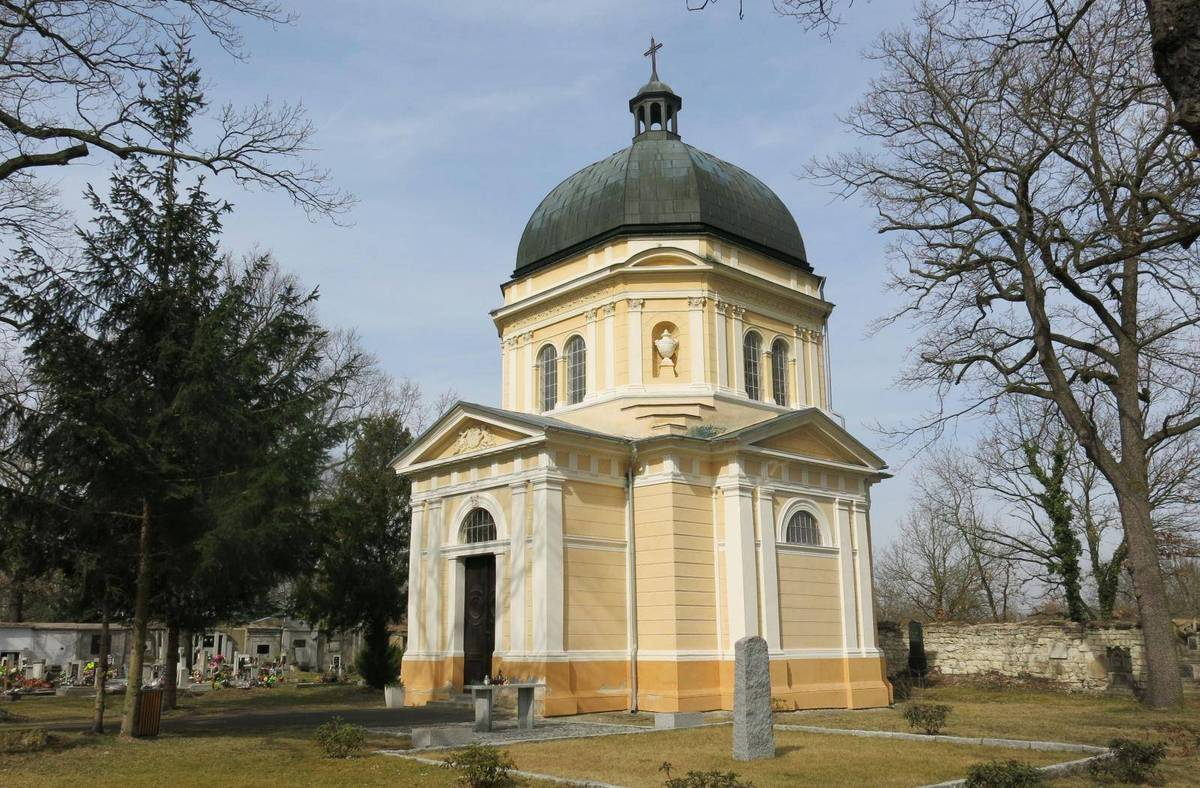
Hřbitovní kaple v Postoloprtech
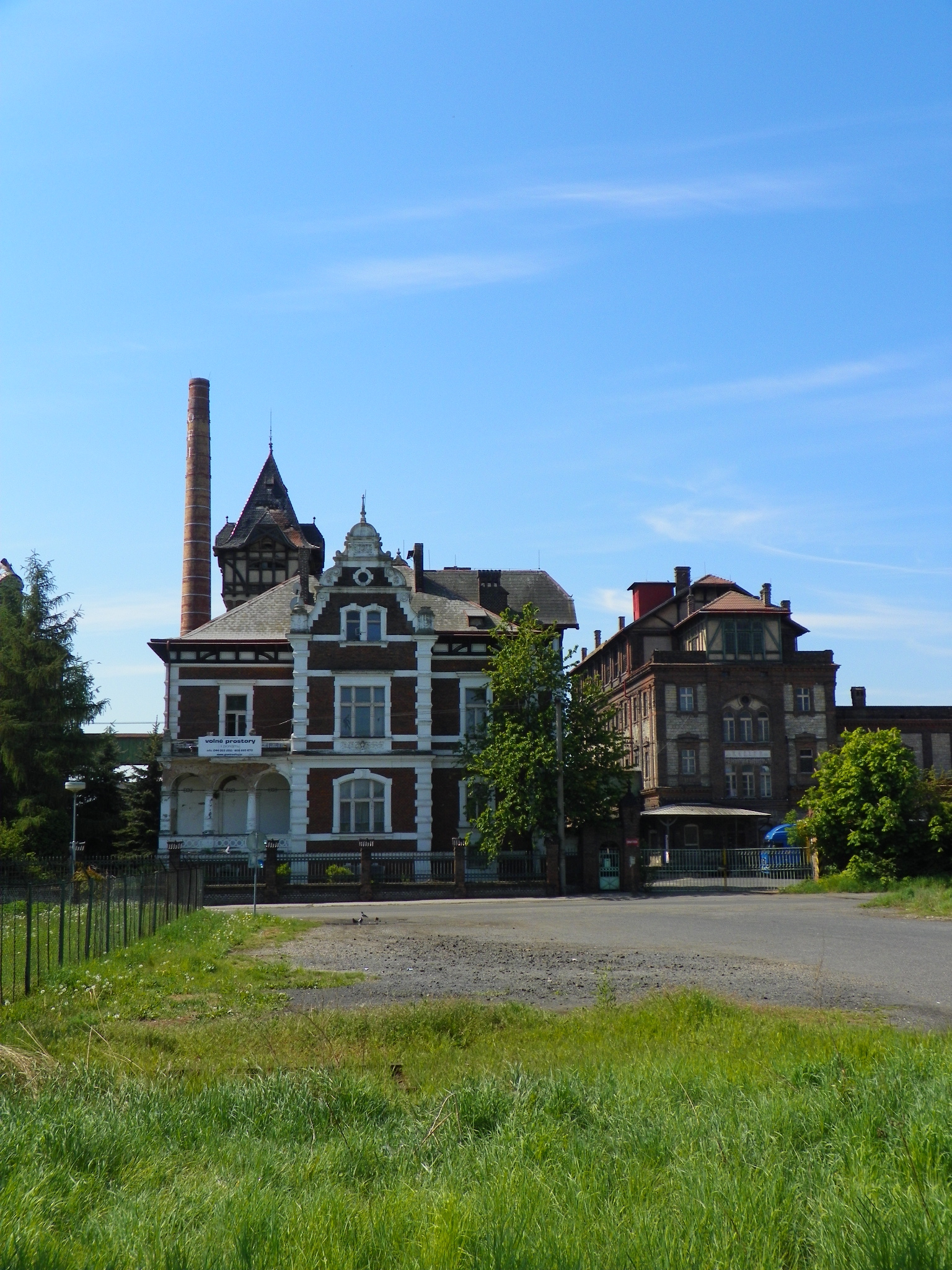
Bývalý Dreherův pivovar v Žatci
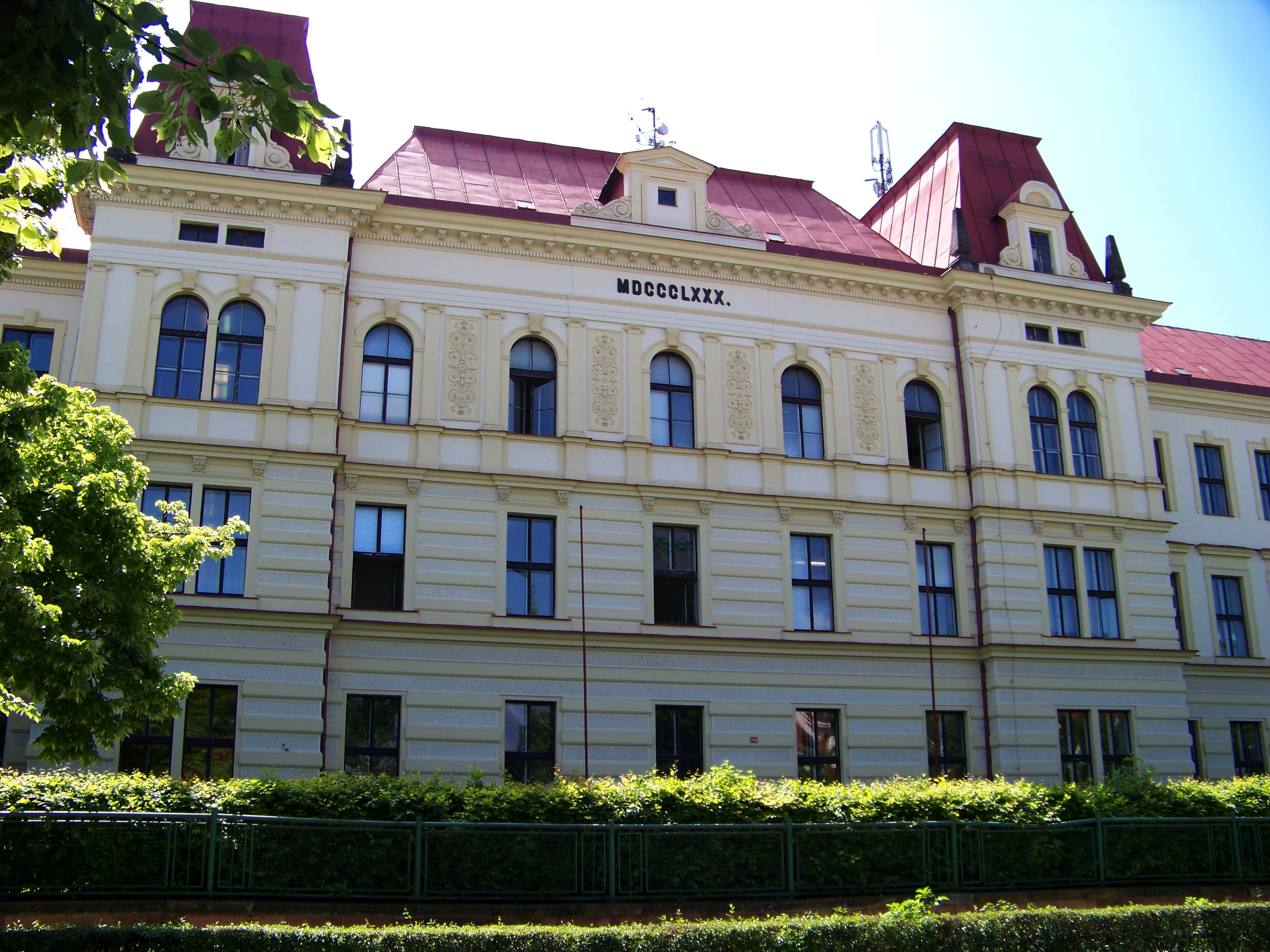
Základní škola v Žatci
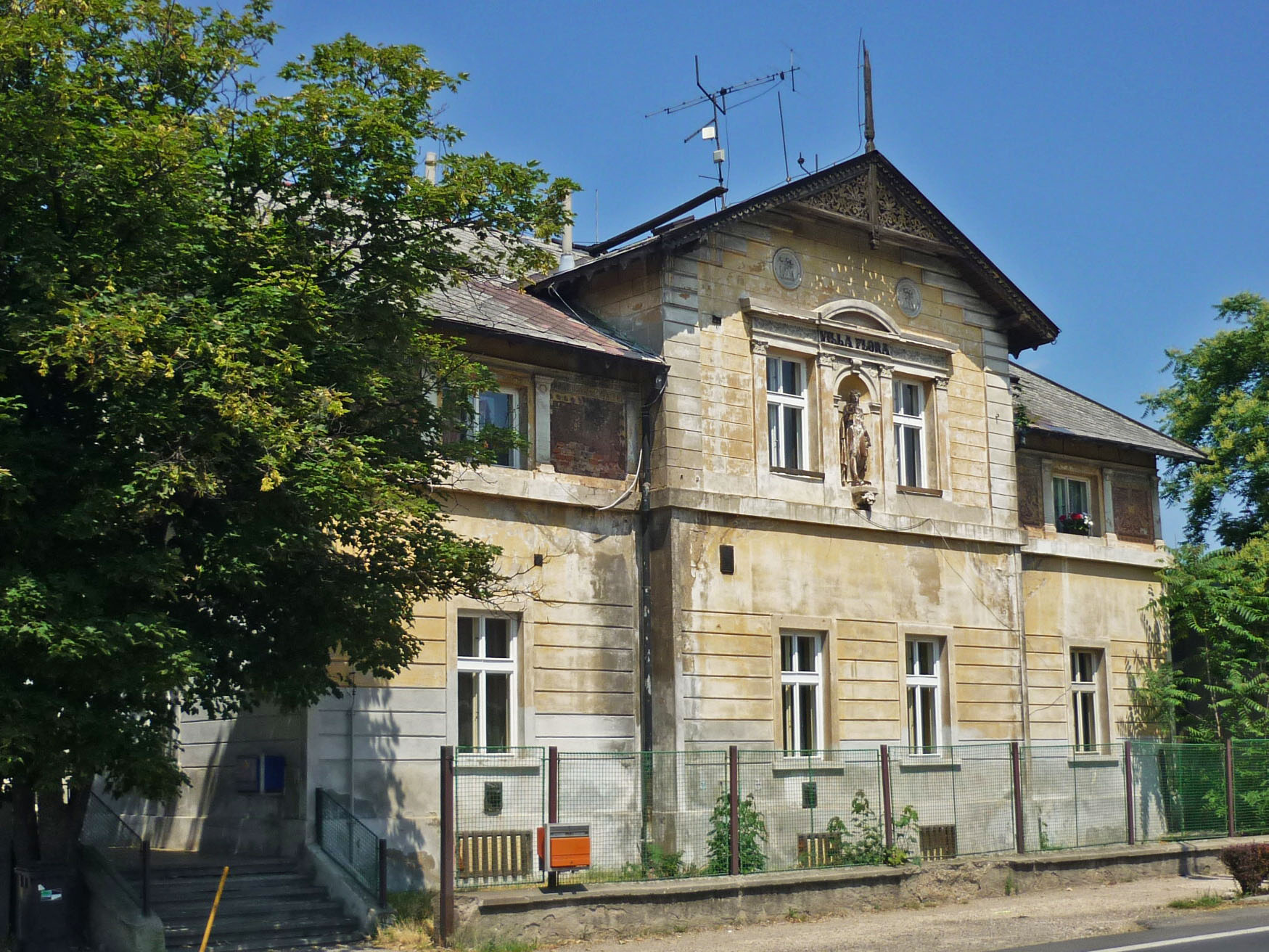
Villa Flora, kde Daut zemřel